# 舞阪町

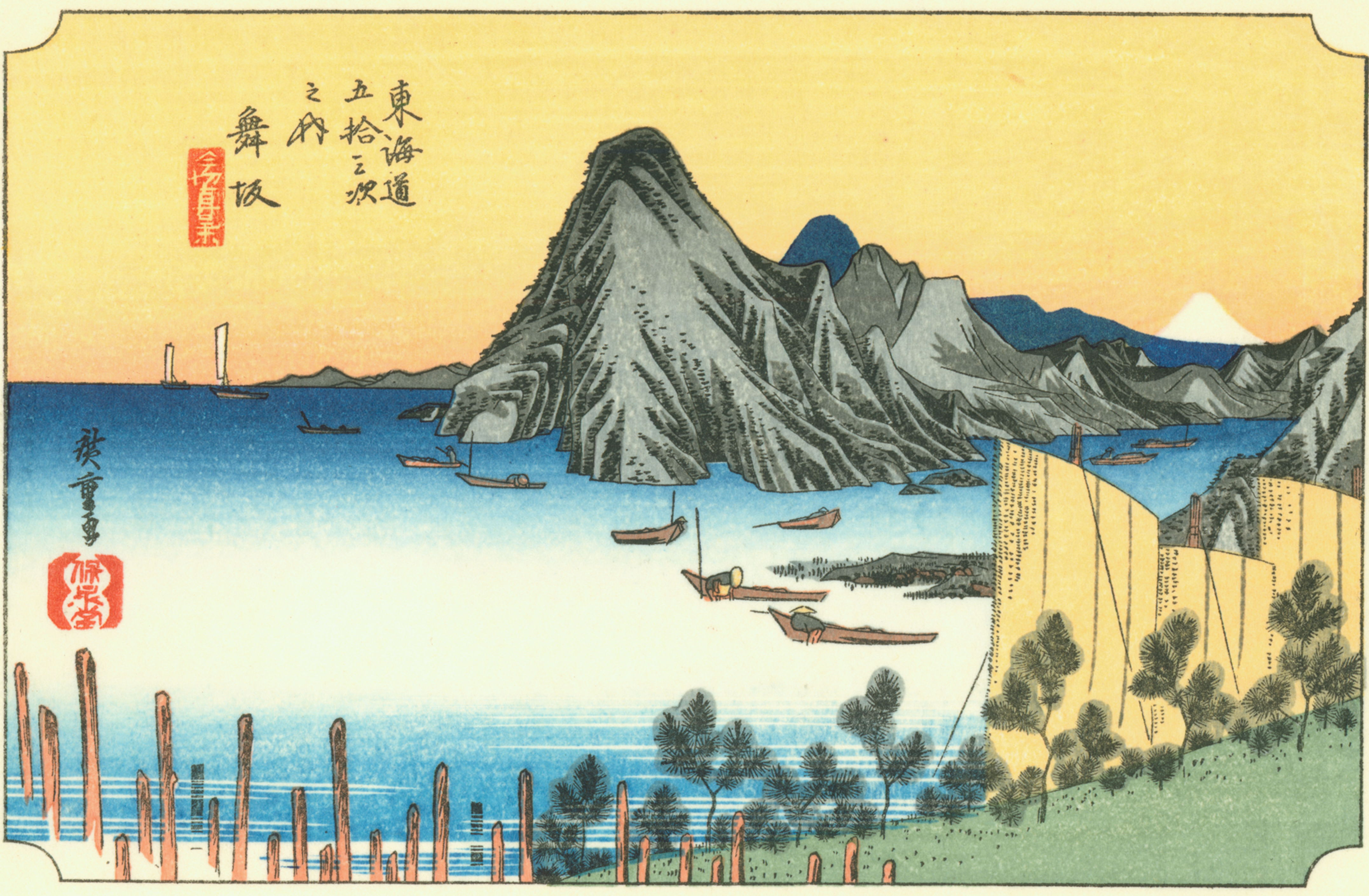
東海道舞阪宿 歌川広重

舞阪町（まいさかちょう）は、かつて静岡県浜名郡に存在した町である。現在の浜松市南西部に当たる。

## 概要
- 2005年（平成17年）7月1日に周辺市町村とともに浜松市に編入した際、地方自治法第202条の4に基づく「舞阪地域自治区」が設置された[1][2]。同地域自治区は2012年3月31日をもって廃止[3]。
- 2007年（平成19年）4月1日に浜松市が政令指定都市へ移行したことに伴い、西区の一部となった。
- 2024年（令和6年）1月1日に浜松市の行政区再編に伴い中央区の一部となった。

## 地理
静岡県の遠州西部に位置する。浜名湖が遠州灘とつながる「今切口」の東側に位置している。浜名湖と遠州灘の境界上に位置するため、漁業・水産業が盛ん。また明治期に再興した観光業でも、弁天島温泉を有する。

### 河川・湖沼
- 浜名湖

## 歴史
舞阪町については、他の自治体と異なり、1村⇒>1町⇒1地域（浜松市役所総務課文書行政課では地区という表現）の変遷をしていて、他の東海道宿場町とはいささか異なる成長をした。このことから、町制以前の記述も併せて記載する。
まず、人類が現れはじめたのは縄文中期頃で、浜名湖弁天島海底遺跡より弥生時代には住み着いたとされる。この後4 - 7世紀にかけ長い営みがあり、10世紀ごろの地名として、象島（さきしま）説があるが、弘法大師全集の柴江ではないかとの説の方が信憑性がある。その後927年の延喜式には岐佐神社の名称が出て、さらに海道記1223年に廻澤（まえさわ）の文字、吾妻鏡では舞沢松原、承久記には舞沢との文字が書かれている。
- 約5000年前（縄文中期） - 舞阪弁天島、新居、村櫛付近に集団が暮らしていた。
舞阪町史 上巻 P33 1行目より（この文章の村は現存ではなくあくまで推定、それは村櫛で発見された石器と新居で発見された石器、舞阪渚園の石器は海底土砂の埋めてにて発見されたもので、その出先は不明、またこの3点を1.5 kmの円で囲んだ生活圏の中に入っており、新居村との特定は不可能である。
また、その地点は新居村ではなく、郷北、中之郷の沖合いになり、現在その地名はない。強いて言えば中之郷である。新居村の存在はなく、古くは新居郷である。以上地名が語る新居より）
- 弥生中期中頃から後期後半 - 連続的な生活が確認 弁天島海底遺跡
- 4世紀から7世紀 - 井戸枠を確認=居住の跡 弁天島海底遺跡
- 862年（貞観4年） - 浜名橋架橋（新居）=東海道は今切
- 927年（延長5年） - 岐佐神社の記録（延喜式）舞阪の神社
- 1498年（明応7年）　
  - 地震と津波により今切出現。
  - 弁天島舞阪から切りはなされ出現（伝承では1498年、舞阪町史では1498年 - 1510年の間）
- 1601年（慶長6年）正月 - 東海道舞阪宿の指定を受ける。
- 1709年（宝永6年） - 弁天社の勧請（武蔵国川越在仙波村より）
- 1824年（文政7年）7月 - 新居との間で、大水尾を境とする。弁天島は舞阪
- 1882年（明治15年）7月30日 - 同日午後6時過ぎに浜名港を出航した汽船明進丸が暴風波浪の悪天候のため汽器が損破し航行不能、沈没の危機に瀕していることを舞阪宿の杢谷淸一郎が発見した。杢谷は浜松警察署の巡査と協力し、自己の危難を顧みず手船を出して汽船の乗組員を救援し救助にあたったとして、静岡縣令の具申を経て紅綬褒章を受章した[4]。
- 1889年（明治22年）
  - 4月1日 - 町村制施行に伴い、敷知郡舞阪宿・長十請新田・馬郡村［一部］が合併し、舞阪町となる。役場は仲町養泉寺
  - 7月1日 - 東海道本線開通[5]
- 1896年（明治29年）4月1日 - 敷知郡が一部を除いて浜名郡となり、浜名郡舞阪町となる。
- 1899年（明治32年）8月 - 舞阪小学校が現在の位置に建てられる。
- 1903年（明治36年）5月4日 - 舞阪町漁業組合の設立
- 1904年（明治37年）8月1日 - 東海道本線が浜松⇔鷲津間で、複線で敷設される。
- 1906年（明治39年）7月1日 - 弁天島仮停車場開設
- 1909年（明治42年）3月20日 - 舞阪町役場、仲町養泉寺より西町旧脇本陣へ移転、舞阪郵便局、電話交換開始
- 1911年（明治44年）4月 - 浜浦銀行（現静岡銀行）舞阪支店開業
- 1916年（大正5年）9月1日 - 弁天島駅常設化
- 1918年（大正7年）8月1日 - 役場西町角に移転
- 1921年（大正10年） - 弁天島西野島浦に塩水プールを作る（個人所有）。
- 1923年（大正12年）9月 - 関東大震災の救援のため、舞阪の漁船が弁天橋より東京芝浦港へ物資輸送
- 1932年（昭和7年）
  - 7月 - 松葉座（映画芝居舘）完成
  - 8月19日 - 弁天島（千鳥園、観月園、乙女園）埋立編入
  - 8月22日 - 中浜名橋、西浜名橋開通
- 1933年（昭和8年）
  - 8月 - 弁天島地区都市計画法による風致地区指定
  - 11月22日 - 仲町、砂町地先埋立編入
- 1936年（昭和11年）7月4日 - 弁天島（日之出島）埋立編入
- 1937年（昭和12年）1月13日 - 舞阪町全域　都市計画区域に指定
- 1940年（昭和15年）4月11日 - 浜表船揚場埋立編入
- 1942年（昭和17年）9月1日 - これまで新居町地先の弁天島が舞阪町へ編入（現在の区分となる=三番鉄橋新幹線北より二番鉄橋新幹線南、中浜名橋西側から1本目の橋脚の間）が新居町との境界
- 1943年（昭和18年）11月 - 現国道1号線開通（弁天大橋‐稲荷山地先）
- 1944年（昭和19年）12月7日 - 東南海地震発生（震度5）、弁天橋が沈下する。
- 1945年（昭和20年）
  - 4月21日 - B24爆撃機が漁船を襲撃、死者4名、重傷5名
  - 6月18日 - 浜松市大空襲　死者1157名
  - 6月26日 - B29爆撃機1機が舞阪監視哨北70m付近に爆弾4個を投下、死者2名、重傷1名、軽傷1名
- 1947年（昭和22年）4月24日 - 弁天島千鳥園の浜松市健民舘を仮校舎に舞阪中学校開校
- 1948年（昭和23年）4月1日 - 農協法により、舞阪町農業会が舞阪町農業共同組合に変更
- 1949年（昭和24年）
  - 1月 - 舞阪中学校が現在地に移転
  - 8月 - 浜名湖養魚漁業協同組合、舞阪町に設立（現事務所は馬郡町）
- 1953年（昭和28年）
  - 8月 - 弁天島乙女園に浜名湖競艇場を開設
  - 9月25日 - 台風13号による高潮、弁天島全域で床上浸水、砂町の一部も水につかる。災害救助法の適用を受ける。
- 1954年（昭和29年）9月1日 - 県営水族館が乙女園に開設される。
- 1956年（昭和31年）
  - 4月1日 - 町水道給水開始
  - 11月1日 - 千鳥園地先、蓬莱園東側埋立編入
- 1958年（昭和33年）
  - 11月1日 - 西野島浦、保育園地先埋立編入
  - 11月22日 - 浜表に防潮提完成
- 1959年（昭和34年）9月24日 - 伊勢湾台風により二弁地区で浸水、災害救助法の適用を受ける。
- 1960年（昭和35年）10月10日 - 弁天島温泉誕生
- 1968年（昭和43年）4月 - 旧浜名湖競艇場が閉鎖、新居町の現在地に移転する。
- 1964年（昭和39年）4月21日 - 舞阪灯台が設置点灯
- 1978年（昭和53年）3月24日 - 国道1号浜名バイパスが供用開始
- 1990年（平成2年）「舞阪町流域関連公共下水道水緑景観モデル事業」で、平成2年度手づくり郷土賞（花と緑の手づくりふるさと）受賞。
- 2005年（平成17年）7月1日 - 浜松市に編入され、舞阪町は消滅。
- 2007年（平成19年）4月1日 - 政令指定都市移行により、旧町域は西区の一部になる。
- 2024年（令和6年）1月1日 - 浜松市の行政区再編により、旧町域は中央区の一部になる。
現在の町名は以下の通り　
  - 浜松市中央区舞阪町舞阪
  - 浜松市中央区舞阪町長十新田
  - 浜松市中央区舞阪町浜田
  - 浜松市中央区舞阪町弁天島

人口は、平成21年3月1日現在　12097人
なお、平成21年の3月1日 - 同年、7月1日までの人口増加率は舞阪0.37%（市内9位）1位は浜名地区の0.98%、2位中央地区0.93%、3位県居地区の0.8%
（町字別世帯数人口一覧表、（住民登録及び外国人登録による）浜松市役所総務部文章行政課　より）
平成17年度の人口は国勢調査にて11736人。平成12年度と比べ（11787人）-51人であった。
令和2年度の人口は11429人。
- 年表資料は舞阪町史（上、中、下巻）、夕景を使用。

## 隣接していた自治体
- 浜松市
- 浜名郡：新居町、雄踏町

舞阪町がいつも独立した形を取ってきたわけは、江戸時代舞阪、新居は天領=幕府直轄であったため（他は神ヶ谷、笠井、木船、三ヶ日、佐久米、都田、本坂、白須賀）。また志郡呂から宇布見、小人見、伊佐地、村櫛、鷲津にかけては、旗本知行地、その他は大名領、寺島などは寺社領であった。（地図抜粋）また、東海辺（別）（ひがしかいべつ）=舞阪、と西海辺（にしかいべつ）＝新居、に分けられていた。また浜松地区は敷知郡とされており、その対応にも村、町の名称を分けて使われていた。そのため町が独立したかのようになる。その歴史上にあるのが、舞阪町（地域）である。

## 産業
- 養鰻業 ほか水産業
- ウォータースポーツ、レジャー産業
- 製造品出荷額 - 12,838百万円（静岡県統計室「平成13年工業統計調査報告書（従業者4人以上を集計）」）
- 農業産出額 - 11千万円（静岡統計情報事務所「平成13年生産農業所得統計」）

農業人口と漁業人口（1次産業者）の合計は浜松市の他の地区の農業人口の10%に等しい、また2次産業は約40%を占め、サービス業などの3次産業は50%である。この産業分布からして、ミニ浜松の特色が強い。
また、昭和60年度就業人口のうち51.6%は町内に就職48.4%は町外に就職、町外のうち49.8%が旧浜松市、（可美村=当時を除く）新居町16.9%、湖西市6.9%、可美村6.9%（当時）、雄踏3.6%である。

## 町内に本社を置く主な企業
- 源馬-塩辛を中心とした水産加工食品メーカー。

## 行政
- 舞阪町役場

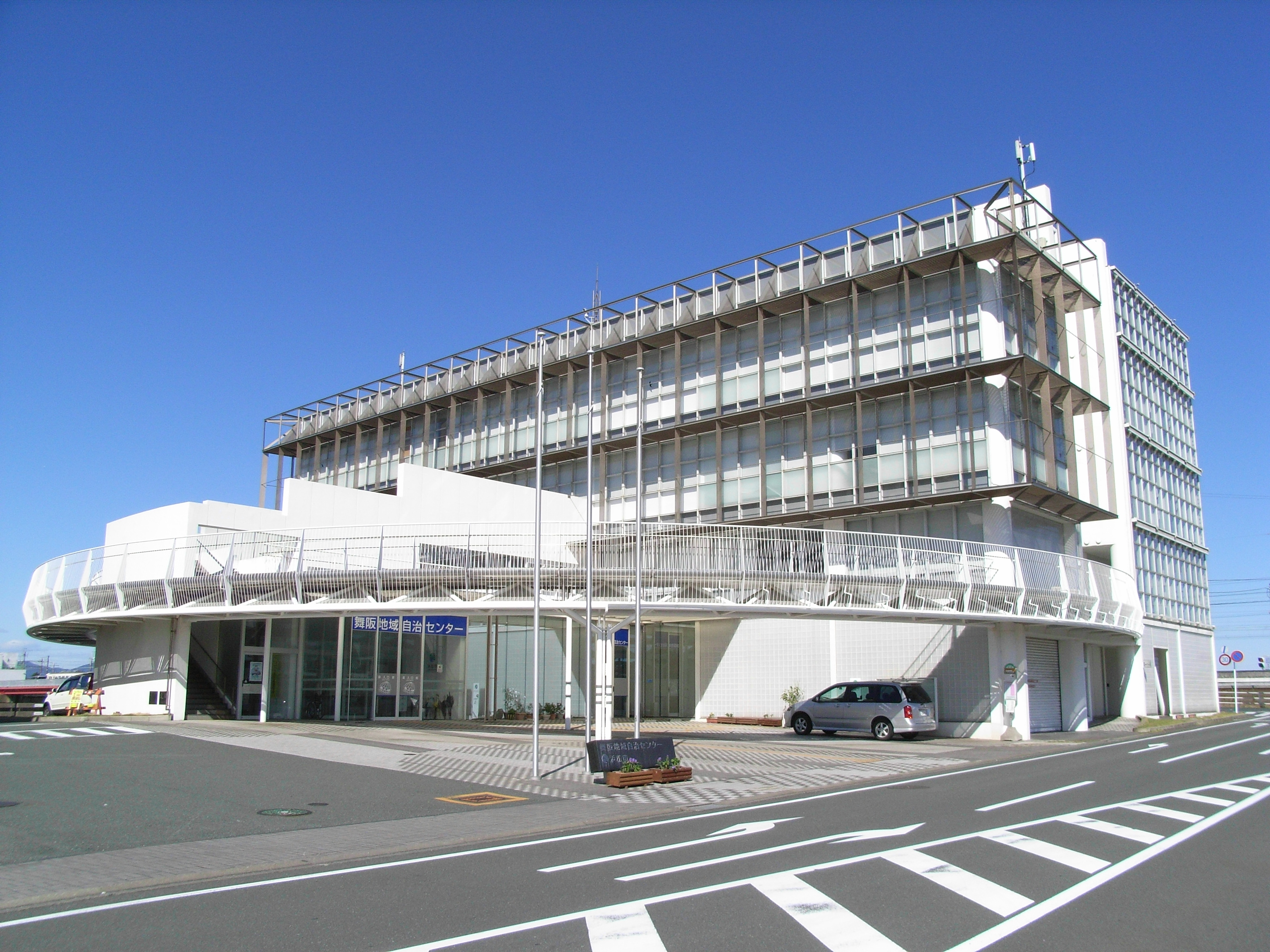
浜松市舞阪地域自治センター

  - 2005年（平成17年）7月1日の浜松市との合併後は舞阪総合事務所として、2007年（平成19年）4月1日の政令指定都市移行後は浜松市舞阪地域自治センターとして使用している。

## 教育
東京大学農学部附属水産実験所がある。

### 小学校
- 浜松市立舞阪小学校

### 中学校
- 浜松市立舞阪中学校

## 交通

### 鉄道
- JR東海 東海道本線
  - 弁天島駅
  - ※ 舞阪駅は舞阪町の時代から、舞阪町ではなくて浜松市にあった。

### 道路
一般国道
- 国道1号
- 国道42号
- 国道301号

県道
- 静岡県道323号舘山寺弁天島線（二番鉄橋下 - 中ノ島大橋）

## 出身人物
- 河合純一
- 那須田又七
- 源馬謙太郎
- 池谷薫 (アマチュア天文家)